# نقشه‌بردار ۵
نقشه‌بردار ۵ (به انگلیسی: Surveyor 5) پنجمین سطح‌نشین بدون خدمه از برنامه فضایی نقشه‌بردار ناسا بود که برای کاوش در سطح ماه فرستاده شد. نقشه‌بردار ۵ در سال ۱۹۶۷ در دریای آسایش فرود آمد و مأموریت خود را آغاز کرد.